# 乌滕多夫 (奥地利)
乌滕多夫（德语：德語：）是奥地利萨尔茨堡州滨湖采尔县的一个市镇。总面积167.75平方公里，总人口2909人，人口密度17.2人/平方公里（2012年）。